# Rafflesia mira
Rafflesia mira är en tvåhjärtbladig växtart som beskrevs av Edwino S. Fernando och Ong. Rafflesia mira ingår i släktet Rafflesia, och familjen Rafflesiaceae. Inga underarter finns listade i Catalogue of Life.